# Бомарцо
Бома̀рцо (на италиански: Bomarzo) е село и община в Централна Италия, провинция Витербо, регион Лацио. Разположено е на 263 m надморска височина. Населението на общината е 1862 души (към 2010 г.).